# Željeznice Republike Srpske
Željeznice Republike Srpske (ŽRS, Ferrovie della Repubblica Serba) è la compagnia ferroviaria della Repubblica Serba di Bosnia ed Erzegovina.

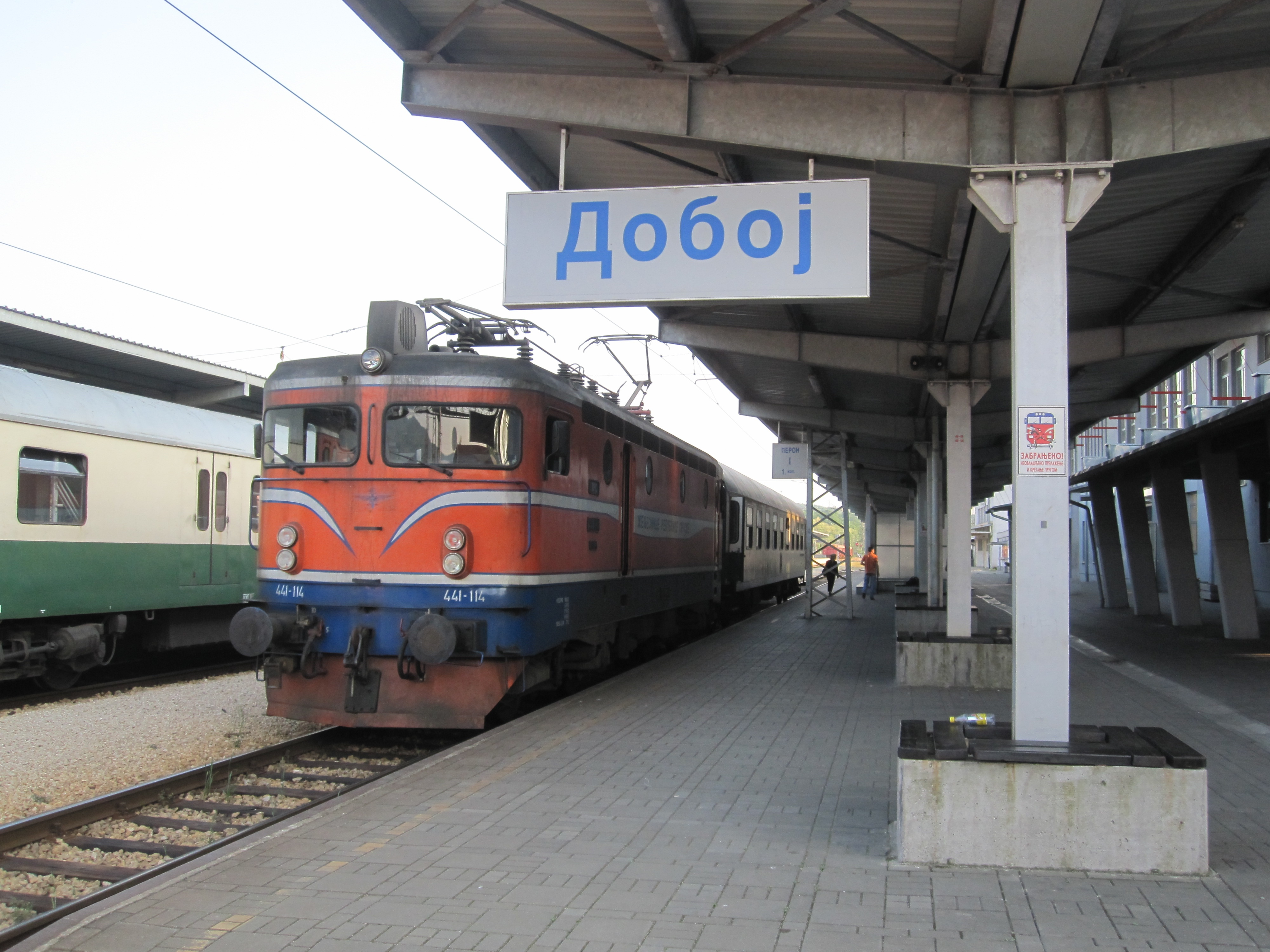
Treno di ŽRS a Doboj, sulla linea Doboj-Banja Luka

Dopo la firma degli accordi di Dayton che hanno posto fine alla guerra civile in Bosnia ed Erzegovina la rete ferroviaria del paese è stata divisa in due compagnie indipendenti: Željeznice Bosne i Hercegovine nella Federazione croato-musulmana e Željeznice Republike Srpske (ŽRS) nella Repubblica Serba di Bosnia.
La ŽRS gestisce le seguenti tratte:
- Novi Grad-Maglaj: interamente elettrificata, a doppio binario tra Kostajnica Srpska e Maglaj, parte della ferrovia Centrale Bosniaca

- Novi Grad-Blatna: elettrificata a binario singolo, parte della Ferrovia dell'Una

- Doboj-Šamac: parte della Ferrovia Doboj-Osijek, elettrificata binario singolo, 60 km

- Doboj-Petrovo Novo Selo: non elettrificata binario singolo 33 km